# 2016-os Vuelta ciclista a España
A 2016-os Vuelta ciclista a España volt a hetvenegyedik kiadása a háromhetes spanyol körversenynek, melyet augusztus 20. és szeptember 11. között rendeztek. 
A 21 szakaszt felölelő verseny a galiciai Ourense-ben kezdődött egy csapat időfutammal, majd Asztúriát, Kantábriát, Baszkföldet és Valenciát átszelve a hagyományos madridi körözéssel fejeződött be. 
A győztes a Movistar Team kerékpárosa, Nairo Quintana lett, aki először diadalmaskodott a spanyol körversenyen. A kolumbiai Chris Froome-ot előzte meg, a harmadik pedig Esteban Chaves lett, aki az utolsó szakaszon tudta megelőzni a helyi Alberto Contadort.

## Csapatok

### UCI WorldTeams
- AG2R La Mondiale
- Astana
- BMC Racing Team
- Cannondale–Drapac
- Dimension Data
- Etixx–Quick Step
- FDJ
- IAM Cycling
- Katyusa
- Lampre–Merida
- Lotto Soudal
- Movistar Team
- Orica–BikeExchange
- Team Giant–Alpecin
- Team Lotto NL–Jumbo
- Team Sky
- Tinkoff
- Trek–Segafredo

### UCI Professional Continental Teams
- Bora–Argon 18
- Caja Rural–Seguros RGA
- Cofidis
- Direct Énergie

## Szakaszok
| Szakasz           | Dátum          | Útvonal                | Útvonal                             | Távolság              | Típus     | Típus           | Győztes                                  |
| Szakasz           | Dátum          | Rajt                   | Cél                                 | Távolság              | Típus     | Típus           | Győztes                                  |
| ----------------- | -------------- | ---------------------- | ----------------------------------- | --------------------- | --------- | --------------- | ---------------------------------------- |
| 1                 | augusztus 20.  | Laias                  | Castrelo de Miño                    | 27,8 km               |           | Csapat időfutam | Team Sky                                 |
| 2                 | augusztus 21.  | Ourense                | Baiona                              | 160,8 km              |           | Sík             | Gianni Meersman (Etixx–Quick Step)       |
| 3                 | augusztus 22.  | Marín                  | Dumbría                             | 176,4 km              |           | Közepes hegyi   | Alexandre Geniez (FDJ)                   |
| 4                 | augusztus 23.  | Betanzos               | San Andrés de Teixido               | 163,5 km              |           | Közepes hegyi   | Lilian Calmejane (Direct Énergie)        |
| 5                 | augusztus 24.  | Viveiro                | Lugo                                | 171,3 km              |           | Sík             | Gianni Meersman (Etixx–Quick Step)       |
| 6                 | augusztus 25.  | Monforte de Lemos      | Luintra                             | 163,2 km              |           | Dombos          | Simon Yates (Orica–BikeExchange)         |
| 7                 | augusztus 26.  | Maceda                 | Puebla de Sanabria                  | 158,5 km              |           | Dombos          | Jonas van Genechten (IAM Cycling)        |
| 8                 | augusztus 27.  | Villalpando            | Valle de Sabero                     | 181,5 km              |           | Közepes hegyi   | Szergej Lagutyin (Katyusa)               |
| 9                 | augusztus 28.  | Cistierna              | Alto del Naranco, Oviedo            | 164,5 km              |           | Közepes hegyi   | David de la Cruz (Etixx–Quick Step)      |
| 10                | augusztus 30.  | Lugones                | Covadonga                           | 188,7 km              |           | Hegyi           | Nairo Quintana (Movistar Team)           |
|                   | augusztus 29.  | Oviedo                 | Oviedo                              | Oviedo                | Pihenőnap | Pihenőnap       | Pihenőnap                                |
| 11                | augusztus 31.  | Colunga                | Peña Cabarga                        | 168,6 km              |           | Közepes hegyi   | Chris Froome (Team Sky)                  |
| 12                | szeptember 1.  | Los Corrales de Buelna | Bilbao                              | 193,2 km              |           | Dombos          | Jens Keukeleire (Orica–BikeExchange)     |
| 13                | szeptember 2.  | Bilbao                 | Urdax-Dantxerinea                   | 213,4 km              |           | Dombos          | Valerio Conti (Lampre–Merida)            |
| 14                | szeptember 3.  | Urdax-Dantxerinea      | Col d’Aubisque (Gourette)           | 196 km                |           | Hegyi           | Robert Gesink (Team Lotto NL–Jumbo)      |
| 15                | szeptember 4.  | Sabiñánigo             | Aramon Formigal, Sallent de Gállego | 118,5 km              |           | Közepes hegyi   | Gianluca Brambilla (Etixx–Quick Step)    |
| 16                | szeptember 5.  | Alcáñiz                | Peníscola                           | 156,4 km              |           | Sík             | Jempy Drucker (BMC Racing Team)          |
|                   | szeptember 6.  | Castellón de la Plana  | Castellón de la Plana               | Castellón de la Plana | Pihenőnap | Pihenőnap       | Pihenőnap                                |
| 17                | szeptember 7.  | Castellón de la Plana  | Lucena del Cid                      | 177,5 km              |           | Közepes hegyi   | Mathias Frank (IAM Cycling)              |
| 18                | szeptember 8.  | Requena                | Gandia                              | 200,6 km              |           | Sík             | Magnus Cort Nielsen (Orica–BikeExchange) |
| 19                | szeptember 9.  | Xàbia                  | Calp                                | 37 km                 |           | Egyéni időfutam | Chris Froome (Team Sky)                  |
| 20                | szeptember 10. | Benidorm               | Alto de Aitana                      | 193,2 km              |           | Hegyi           | Pierre Latour (AG2R La Mondiale)         |
| 21                | szeptember 11. | Las Rozas de Madrid    | Madrid                              | 104,8 km              |           | Sík             | Magnus Cort Nielsen (Orica–BikeExchange) |
| Összesen: 3315 km |                |                        |                                     |                       |           |                 |                                          |

## Összegzés
| Szakasz (győztes)                | Összetett verseny  | Pontverseny        | Hegyi pontverseny | Kombinációs verseny | Csapatverseny    | Legaktívabb versenyző |
| -------------------------------- | ------------------ | ------------------ | ----------------- | ------------------- | ---------------- | --------------------- |
| 1. szakasz (Team Sky)            | Peter Kennaugh     | Nem adták ki       | Nem adták ki      | Nem adták ki        | Team Sky         | Nem adták ki          |
| 2. szakasz (Gianni Meersman)     | Michał Kwiatkowski | Gianni Meersman    | Laurent Pichon    | Laurent Pichon      | Team Sky         | Nem adták ki          |
| 3. szakasz (Alexandre Geniez)    | Rubén Fernández    | Alexandre Geniez   | Alexandre Geniez  | Rubén Fernández     | Movistar Team    | Simon Pellaud         |
| 4. szakasz (Lilian Calmejane)    | Darwin Atapuma     | Alexandre Geniez   | Alexandre Geniez  | Darwin Atapuma      | Movistar Team    | Thomas De Gendt       |
| 5. szakasz (Gianni Meersman)     | Darwin Atapuma     | Gianni Meersman    | Alexandre Geniez  | Darwin Atapuma      | Movistar Team    | Tiago Machado         |
| 6. szakasz (Simon Yates)         | Darwin Atapuma     | Gianni Meersman    | Alexandre Geniez  | Darwin Atapuma      | Movistar Team    | Omar Fraile           |
| 7. szakasz (Jonas van Genechten) | Darwin Atapuma     | Gianni Meersman    | Alexandre Geniez  | Darwin Atapuma      | Movistar Team    | Luis Ángel Maté       |
| 8. szakasz (Szergej Lagutyin)    | Nairo Quintana     | Gianni Meersman    | Szergej Lagutyin  | Alejandro Valverde  | Etixx–Quick Step | Jhonatan Restrepo     |
| 9. szakasz (David de la Cruz)    | David de la Cruz   | Gianni Meersman    | Thomas De Gendt   | David de la Cruz    | Etixx–Quick Step | Luis León Sánchez     |
| 10. szakasz (Nairo Quintana)     | Nairo Quintana     | Alejandro Valverde | Omar Fraile       | Nairo Quintana      | Movistar Team    | Luis Ángel Maté       |
| 11. szakasz (Chris Froome)       | Nairo Quintana     | Alejandro Valverde | Nairo Quintana    | Nairo Quintana      | Movistar Team    | Tiago Machado         |
| 12. szakasz (Jens Keukeleire)    | Nairo Quintana     | Alejandro Valverde | Nairo Quintana    | Nairo Quintana      | Movistar Team    | David López           |
| 13. szakasz (Valerio Conti)      | Nairo Quintana     | Alejandro Valverde | Szergej Lagutyin  | Nairo Quintana      | BMC Racing Team  | Gatis Smukulis        |
| 14. szakasz (Robert Gesink)      | Nairo Quintana     | Alejandro Valverde | Kenny Elisonde    | Nairo Quintana      | BMC Racing Team  | Simon Gerrans         |
| 15. szakasz (Gianluca Brambilla) | Nairo Quintana     | Alejandro Valverde | Kenny Elisonde    | Nairo Quintana      | BMC Racing Team  | Alberto Comtador      |
| 16. szakasz (Jempy Drucker)      | Nairo Quintana     | Alejandro Valverde | Kenny Elisonde    | Nairo Quintana      | BMC Racing Team  | Luis Ángel Maté       |
| 17. szakasz (Mathias Frank)      | Nairo Quintana     | Alejandro Valverde | Kenny Elisonde    | Nairo Quintana      | BMC Racing Team  | Jaime Rosón           |
| 18. szakasz (Magnus Cort)        | Nairo Quintana     | Alejandro Valverde | Kenny Elisonde    | Nairo Quintana      | BMC Racing Team  | Beppu Fumijuki        |
| 19. szakasz (Chris Froome)       | Nairo Quintana     | Alejandro Valverde | Kenny Elisonde    | Nairo Quintana      | BMC Racing Team  | Chris Froome          |
| 20. szakasz (Pierre Latour)      | Nairo Quintana     | Fabio Felline      | Omar Fraile       | Nairo Quintana      | BMC Racing Team  | Luis León Sánchez     |
| 21. szakasz (Magnus Cort)        | Nairo Quintana     | Fabio Felline      | Omar Fraile       | Nairo Quintana      | BMC Racing Team  | Nem adták ki          |
| Végeredmény                      | Nairo Quintana     | Fabio Felline      | Omar Fraile       | Nairo Quintana      | BMC Racing Team  | Alberto Contador      |

## Végeredmény

### Összesített verseny
| Helyezés | Rajtszám | Versenyző              | Csapat                 | Idő/különbség |
| -------- | -------- | ---------------------- | ---------------------- | ------------- |
| 1        | 7        | Nairo Quintana         | Movistar Team          | 83h 31' 28"   |
| 2        | 21       | Chris Froome           | Team Sky               | + 1' 23"      |
| 3        | 51       | Esteban Chaves         | Orica–BikeExchange     | + 4' 08"      |
| 4        | 11       | Alberto Contador       | Tinkoff                | + 4' 21"      |
| 5        | 141      | Andrew Talansky        | Team Cannondale–Drapac | + 7' 43"      |
| 6        | 59       | Simon Yates            | Orica–BikeExchange     | + 8' 33"      |
| 7        | 133      | David de la Cruz       | Etixx–Quick Step       | + 11' 18"     |
| 8        | 6        | Daniel Moreno          | Movistar Team          | + 13' 04"     |
| 9        | 145      | Davide Formolo         | Team Cannondale–Drapac | + 13' 17"     |
| 10       | 43       | George Bennett         | Team Lotto NL–Jumbo    | + 14' 07"     |
| 11       | 61       | Michele Scarponi       | Astana                 | + 15' 33"     |
| 12       | 1        | Alejandro Valverde     | Movistar Team          | + 15' 57"     |
| 13       | 101      | Jean-Christophe Péraud | AG2R La Mondiale       | + 18' 22"     |
| 14       | 36       | Ben Hermans            | BMC Racing Team        | + 19' 10"     |
| 15       | 118      | Jegor Szilin           | Katyusa                | + 22' 05"     |
| 16       | 126      | Maxime Monfort         | Lotto Soudal           | + 29' 37"     |
| 17       | 103      | Jan Bakelants          | AG2R La Mondiale       | + 36' 30"     |
| 18       | 207      | Sergio Pardilla        | Caja Rural             | + 38' 38"     |
| 19       | 91       | Haimar Zubeldia        | Trek–Segafredo         | + 40' 29"     |
| 20       | 71       | Kenny Elisonde         | FDJ                    | + 42' 26"     |

### Pontverseny
| Helyezés | Rajtszám | Versenyző          | Csapat             | Pont     |
| -------- | -------- | ------------------ | ------------------ | -------- |
| 1        | 96       | Fabio Felline      | Trek–Segafredo     | 100 pont |
| 2        | 7        | Nairo Quintana     | Movistar Team      | 97 pont  |
| 3        | 1        | Alejandro Valverde | Movistar Team      | 93 pont  |
| 4        | 21       | Chris Froome       | Team Sky           | 92 pont  |
| 5        | 66       | Luis León Sánchez  | Astana             | 75 pont  |
| 6        | 135      | Gianni Meersman    | Etixx–Quick Step   | 73 pont  |
| 7        | 59       | Simon Yates        | Orica–BikeExchange | 56 pont  |
| 8        | 11       | Alberto Contador   | Tinkoff            | 56 pont  |
| 9        | 51       | Esteban Chaves     | Orica–BikeExchange | 54 pont  |
| 10       | 12       | Daniele Bennati    | Tinkoff            | 54 pont  |

### Hegyi pontverseny
| Helyezés | Rajtszám | Versenyző          | Csapat              | Pont    |
| -------- | -------- | ------------------ | ------------------- | ------- |
| 1        | 154      | Omar Fraile        | Team Dimension Data | 58 pont |
| 2        | 71       | Kenny Elisonde     | FDJ                 | 57 pont |
| 3        | 46       | Robert Gesink      | Team Lotto NL–Jumbo | 37 pont |
| 4        | 74       | Alexandre Geniez   | FDJ                 | 28 pont |
| 5        | 7        | Nairo Quintana     | Movistar Team       | 27 pont |
| 6        | 118      | Szergej Szilin     | Katyusa             | 23 pont |
| 7        | 114      | Szergej Lagutyin   | Katyusa             | 22 pont |
| 8        | 123      | Thomas De Gendt    | Lotto Soudal        | 19 pont |
| 9        | 131      | Gianluca Brambilla | Etixx–Quick Step    | 18 pont |
| 10       | 181      | Luis Ángel Maté    | Cofidis             | 18 pont |

### Kombinációs verseny
A versenyző pontszáma az összetettbeli, a pontversenybeli és a hegyi összetettbeli helyezésének az összegéből adódott
| Helyezés | Rajtszám | Versenyző          | Csapat              | Pontszám |
| -------- | -------- | ------------------ | ------------------- | -------- |
| 1        | 7        | Nairo Quintana     | Movistar Team       | 8 pont   |
| 2        | 21       | Chris Froome       | Team Sky            | 17 pont  |
| 3        | 71       | Kenny Elisonde     | FDJ                 | 34 pont  |
| 4        | 133      | David de la Cruz   | Etixx–Quick Step    | 39 pont  |
| 5        | 1        | Alejandro Valverde | Movistar Team       | 41 pont  |
| 6        | 96       | Fabio Felline      | Trek–Segafredo      | 43 pont  |
| 7        | 59       | Simon Yates        | Orica–BikeExchange  | 46 pont  |
| 8        | 131      | Gianluca Brambilla | Etixx–Quick Step    | 48 pont  |
| 9        | 46       | Robert Gesink      | Team Lotto NL–Jumbo | 48 pont  |
| 10       | 118      | Szergej Szilin     | Katyusa             | 49 pont  |

### Csapatok
| Helyezés | Csapat                 | Idő/különbség |
| -------- | ---------------------- | ------------- |
| 1        | BMC Racing Team        | 249h 48' 23"  |
| 2        | Movistar Team          | + 4' 43"      |
| 3        | Team Cannondale–Drapac | + 22' 44"     |
| 4        | Katyusa                | + 35' 19"     |
| 5        | AG2R La Mondiale       | + 35' 30"     |
| 6        | Astana                 | + 56' 22"     |
| 7        | Etixx–Quick Step       | + 1h 04' 57"  |
| 8        | IAM Cycling            | + 1h 08' 38"  |
| 9        | Tinkoff                | + 1h 23' 50"  |
| 10       | Orica–BikeExchange     | + 1h 33' 00"  |